# Personagem secreto
Personagens secretos são certos personagens de Video games que são selecionáveis apenas após a execução de certa tarefa ou após o uso de um código secreto (chamado, em inglês de Cheat).

## Personagens Secretos Populares
- Devil Jin (Tekken 5 / Tekken 5: Dark Resurrection)
- Gon (Tekken 3)
- Akuma (Super Street Fighter II Turbo, Street Fighter Alpha, Pocket Fighter, Street Fighter X Mega Man)
- Marionnette (Darkstalkers Chronicle: The Chaos Tower)
- Dan Hibiki (Street Fighter Alpha)
- Umaro e Gogo (Final Fantasy VI)
- Yuffie Kisaragi e Vincent Valentine (Final Fantasy VII)
- Luigi, Ness, Captain Falcon, e Jigglypuff (Super Smash Bros.)
- Mewtwo, Luigi, Mr. Game & Watch, Marth, Jigglypuff, Ganondorf, Falco Lombardi, Dr. Mario, Pichu, Young Link e Roy (Super Smash Bros. Melee)
- Luigi, Mr. Game & Watch, Marth, Jigglypuff, Captain Falcon, Ness, Ganondorf, Falco Lombardi, Wolf, Lucario, Toon Link, R.O.B, Snake, Sonic (Super Smash Bros. Brawl)
- Metal Sonic, Tails Doll, Metal Knuckles, EggRobo e Super Sonic (Sonic R)
- Ms. Mowz (Paper Mario: The Thouse-Year Door)
- Reptile (Mortal Kombat)
- Smoke, Noob Saibot e Jade (Mortal Kombat 2)
- Blaze e Mokap (Mortal Kombat: Deadly Alliance)
- HUNK (Resident Evil 2 e Resident Evil 4)
- Tofu (Resident Evil 2)
- Zero (SVC Chaos: SNK vs. Capcom)
- Roll, Shadow Lady, Lilith e Golden War Machine (Marvel vs. Capcom)
- Richter Belmont (Castlevania: Symphony of the Night)
- Alucard (Castlevania: Dawn of Sorrow)
- Simon Belmont (Castlevania: Harmony of Dissonance)
- Abyss (Soulcalibur III)
- Travis Barker (Tony Hawk's Project 8)
- Ein (Dead or Alive 3)
- Castile, Laharl, Etna, Flonne, Salome, Valvoga, King Drake, Pram the Oracle, Lord Zetta, Seedle, Yoshitsuna, Super Robo Suit, e Asagi (Makai Kingdom)
- Kliff Undersn, Robo-Ky e Justice (Guilty Gear XX)
- Solid Snake (DreamMix TV World Fighters)
- Nordom (Planescape: Torment)
- Fred Durst (WWF SmackDown Just Bring It)
- Minion (Twisted Metal)
- A maioria dos Pokémons lendários (jogos da série Pokémon)